# Rudolf Minger
Pour les articles homonymes, voir Minger.
Rudolf Minger, né le 13 novembre 1881 à Mülchi et mort le 23 août 1955 à Schüpfen (canton de Berne), est un homme politique suisse.

## Biographie
Membre du Parti des paysans, artisans et indépendants (ancêtre de l'Union démocratique du centre), il préside le Conseil national suisse en 1927. Il est ensuite conseiller fédéral (52e conseiller fédéral de l'histoire[réf. nécessaire]) et directeur du Département militaire de 1930 à 1940.
Il assure la présidence de la Confédération suisse en 1935.